# مدير الفندق
مدير الفندق وبالإنجليزي Hotel manager وهو الشخص المسئول عن إدارة الفندق. في الفنادق الكبيرة هناك مجلس إدارة. والمدير يكون حامل لشهادة بكالوريوس في إدارة الفنادق على الأقل.

## المهام المهنية
بعض من مسؤوليات مدير فندق تشمل ما يلي:
- تنظيم وتوجيه خدمات الفندق
  - حارس
  - استقبال
  - التحفظات
  - الطعام
- التحكم في الميزانيه ووضع الخطط المالية
- تشجيع الإعمال التجارية
  - التسويق
  - الدعايه والإعلان
- حفظ الأرباح والنفقات
- الاجتماع مع الزبائن، المقاولين والموردين
- التوظيف والتدريب، والإشراف على إعادة النظر في الموظفين
- سماع مشاكل أو شكاوى العملاء وتعليقاتهم
- التأكد من أماكن الإقامة
  - الاثاث
- اجتماع والسلامة والصحة وقواعد الترخيص
  - الامن

## مواضيع مشابهة
- إدارة الضيافة
- إدارة الفنادق

## وصلات خارجية
- موقع جامعة إدارة الأعمال والفنادق في سويسرا Business & Hotel Management School - Switzerland
- موقع الجامعة الدولية لإدارة الفنادق والسياحة في مدينة لوسيرن، سويسرا نسخة محفوظة 13 نوفمبر 2008 على موقع واي باك مشين. بالعربي
- الدراسة في سويسرا